# Ibiaw
Ibiaw, Ibiw o Ia-ib («cor pur»), conegut també pel seu nom de regne, Wahibre («el cor de Ra és permanent») fou un faraó de la dinastia XIII. Al Papir de Torí se l'esmenta com Ibiaw o Ia-ib i està col·locat al lloc 29 però com que anteriorment i ha tres o quatre noms damnats, seria el 32è o 33è.
Ell i el seu successor Aya foren el darrer ben testimoniat i amb un regnat de certa consideració, ja que més tard els regnats foren de mesos. Wahibre va regnar uns 10 anys llargs (10 anys i 9 mesos segons el Papir de Torí).
S'han trobat 9 escarabeus un dels quals a Biblos; tres segells cilíndrics; un segell gravat amb el seu noma Lisht; una copa trobada a Kahun; i una estela d'origen desconegut avui al Museu Britànic.